# All India Institute of Medical Sciences

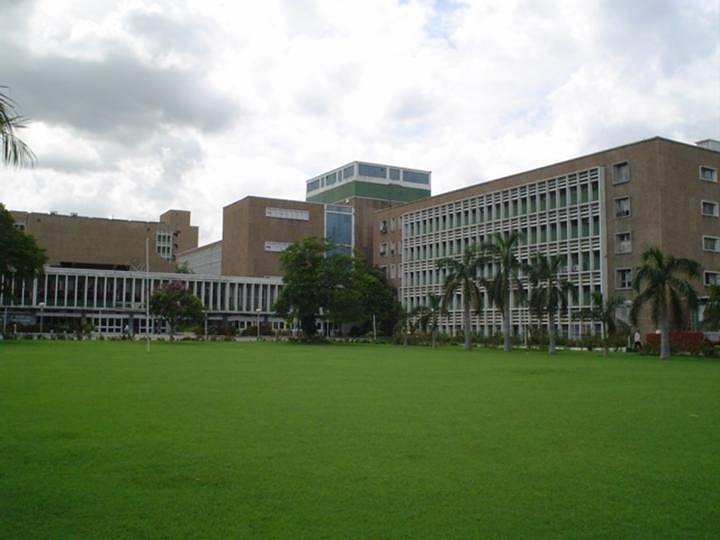
Gräsmattan i mitten av universitetsområdet

All-India Institute of Medical Sciences (AIIMS) är ett universitet i den indiska staden Delhi.

## Institut
| Namn              | Grundad | Stad        | Delstat        |
| ----------------- | ------- | ----------- | -------------- |
| AIIMS New Delhi   | 1956    | New Delhi   | Delhi          |
| AIIMS Patna       | 2012    | Patna       | Bihar          |
| AIIMS Bhopal      | 2012    | Bhopal      | Madhya Pradesh |
| AIIMS Bhubaneswar | 2012    | Bhubaneswar | Orissa         |
| AIIMS Jodhpur     | 2012    | Jodhpur     | Rajasthan      |
| AIIMS Raipur      | 2012    | Raipur      | Chattisgarh    |
| AIIMS Rishikesh   | 2012    | Rishikesh   | Uttarakhand    |